# Sanremo-Festival 1977
Die 27. Ausgabe des Festival della Canzone Italiana di Sanremo fand 1977 vom 3. bis zum 5. März im Teatro Ariston in Sanremo statt und wurde von Mike Bongiorno und Maria Giovanna Elmi moderiert.

## Ablauf

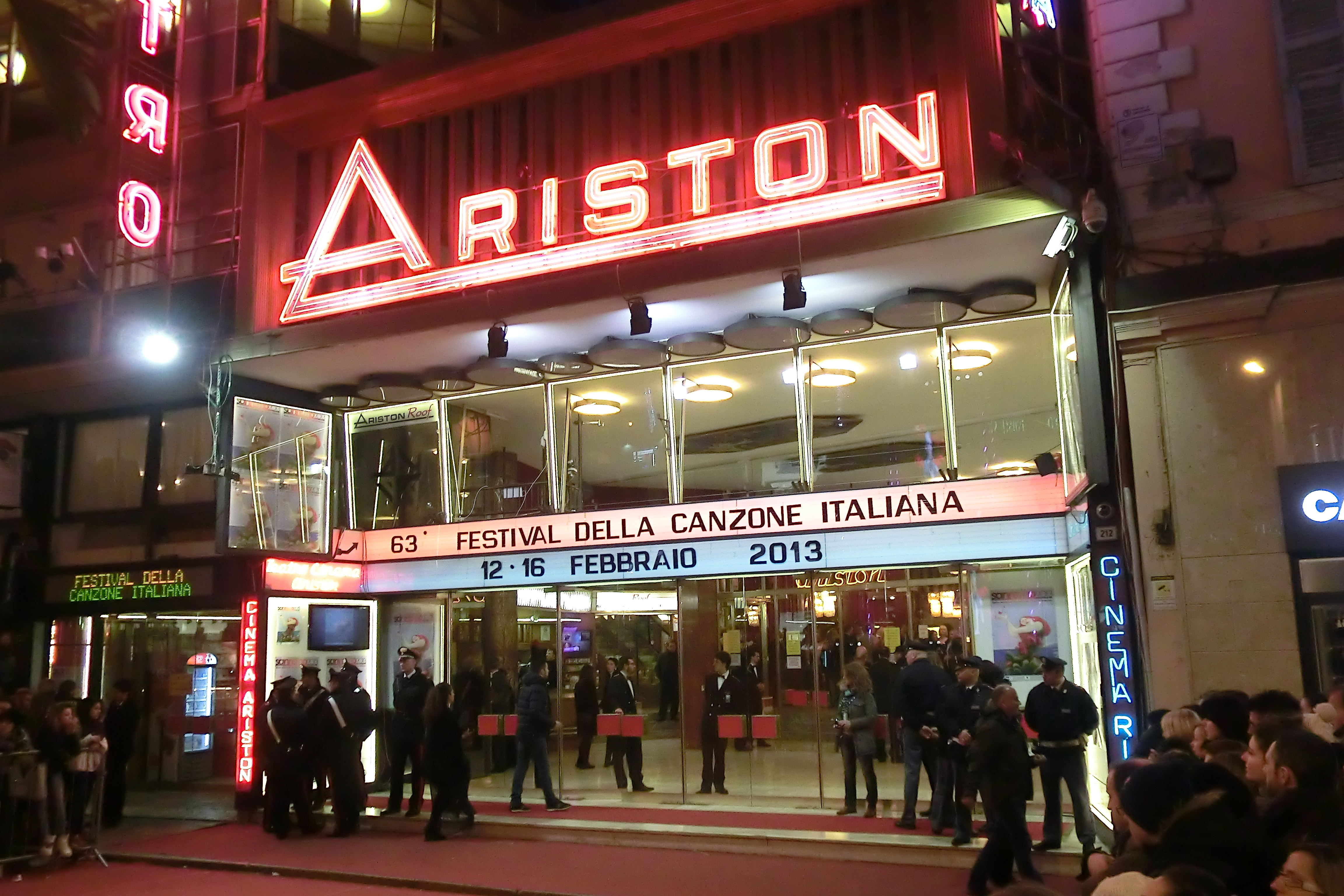
Das Ariston-Theater, Veranstaltungsort des Sanremo-Festivals

Vittorio Salvetti führte das Festival auch in diesem Jahr fort, wobei er vor allem die Anzahl der teilnehmenden Lieder drastisch reduzierte: Mit nur zwölf Liedern und Interpreten weist Sanremo 1977 bis heute (Stand: 2018) die geringste Teilnehmerzahl auf. Eine weitere einschneidende Veränderung war der Wechsel des Austragungsortes: Aufgrund von Bauarbeiten im Kasino verlegte man die Veranstaltung zunächst provisorisch ins Ariston-Theater. Dieses sollte das Kasino zukünftig allerdings komplett ablösen. Als Moderator kehrte Mike Bongiorno zurück, der damit nach 1975 sein neuntes Festival präsentierte; die ersten beiden nur im Radio übertragenen Abende wurden allerdings von Maria Giovanna Elmi moderiert.
Als Teilnehmer wurden Newcomer mit Hitparadenerfahrung ausgewählt. Vier von ihnen hatten bereits im Vorjahr teilgenommen (Albatros, La Strana Società, Leano Morelli und Santino Rocchetti), Donatella Rettore hingegen erstmals 1974; die restlichen sieben, darunter fünf Bands, waren allesamt Debütanten. Überhaupt war der Anteil der Musikgruppen (insgesamt sieben) überdurchschnittlich groß. Es gab 1977 keine Ausscheidungen vor dem Finale, stattdessen hatten die Kandidaten an den ersten beiden Abenden die Möglichkeit, sich nicht nur mit ihrem teilnehmenden Lied, sondern auch mit weiteren eigenen Liedern zu präsentieren, nach Wunsch auch in Begleitung anderer Künstler. So begleiteten Loretta und Daniela Goggi die Gruppe Giardino dei Semplici und Donatella Rettore trat mit dem Schauspieler Duilio del Prete auf.
Am Finalabend, der im Fernsehen erstmals in Farbe ausgestrahlt wurde, entschied eine 25-köpfige Jury im Theater über das Ergebnis. Die Teilnehmer traten paarweise gegeneinander an, wodurch sie zunächst auf sechs, dann auf drei reduziert wurden. In der Finalrunde konnte sich schließlich Homo Sapiens vor Collage und I Santo California durchsetzen konnte. Allerdings unterbrach die Rai erneut noch vor Bekanntgabe der Sieger die Fernsehübertragung.

## Teilnehmende Beiträge
| Platzierung | Interpret             | Lied               | Autoren                                          |
| ----------- | --------------------- | ------------------ | ------------------------------------------------ |
| 1           | Homo Sapiens          | Bella da morire    | Renato Pareti, Alberto Salerno                   |
| 2           | Collage               | Tu mi rubi l’anima | Gabriella Padovan, Antonello De Sanctis          |
| 3           | I Santo California    | Monica             | Paolo Pinna, Giacomo Simonelli, Elio Palumbo     |
|             | Albatros              | Gran premio        | Michelle Vasseur, Vito Pallavicini, Toto Cutugno |
|             | Giardino dei Semplici | Miele              | Giancarlo Bigazzi, Totò Savio                    |
|             | Leano Morelli         | Io ti porterei     | Leano Morelli                                    |
|             | Umberto Napolitano    | Con te ci sto      | Umberto Napolitano                               |
|             | Santino Rocchetti     | Dedicato a te      | Santino Rocchetti, Andrea Lo Vecchio             |
|             | Daniela Davoli        | …E invece con te!  | Daniela Davoli, Michele Zarrillo                 |
|             | Matia Bazar           | Ma perché          | Carlo Marrale, Piero Cassano, Aldo Stellita      |
|             | Donatella Rettore     | Oh! Carmela!       | Donatella Rettore, Claudio Rego                  |
|             | La Strana Società     | Tesoro mio         | Luigi Albertelli, Corrado Conti, Franco Cassano  |

## Erfolge
Fünf Beiträge des Festivals konnten im Anschluss die Top 25 der Singlecharts erreichen, am erfolgreichsten war davon das zweitplatzierte Tu mi rubi l’anima.

| Jahr | Titel Interpret              | Höchstplatzierung, Gesamtwochen, AuszeichnungChartsChartplatzierungen (Jahr, Titel, Interpret, Platzierungen, Wochen, Auszeichnungen, Anmerkungen) | Anmerkungen |
| Jahr | Titel Interpret              | IT | Anmerkungen |
| ---- | ---------------------------- | --- | ----------- |
| 1977 | Tu mi rubi l’anima Collage   | IT1 (19 Wo.)IT | Platz 2     |
| 1977 | Bella da morire Homo Sapiens | IT3 (16 Wo.)IT | Platz 1     |
| 1977 | Ma perché Matia Bazar        | IT7 (13 Wo.)IT |             |
| 1977 | Miele Giardino dei Semplici  | IT7 (10 Wo.)IT |             |
| 1977 | Monica I Santo California    | IT14 (13 Wo.)IT | Platz 3     |

## Belege
1. ↑  M&D-Chartarchiv. Musica e dischi, abgerufen am 14. Februar 2018 (italienisch, kostenpflichtiger Abonnement-Zugang).